# 석문중학교
석문중학교(石門中學校)는 대한민국 충청남도 당진시 석문면 삼봉리에 있는 사립 중학교이다.

## 학교 연혁
- 1953년 4월 20일 : 삼봉고등공민학교 개교
- 1954년 12월 21일 : 재단법인 삼봉학원 인가, 초대 신이균 이사장 취임
- 1956년 2월 28일 : 석문중학교 설립 인가
- 1956년 4월 1일 : 초대 신이균 교장 취임
- 1956년 4월 9일 : 석문중학교 제1회 입학
- 1964년 3월 10일 : 학교법인으로 법인명의 변경 인가
- 2010년 11월 11일 : 제3대 구자인 이사장 취임
- 2018년 11월 6일 : 당진형특성화중학교 선정
- 2022년 9월 1일 : 제8대 정근훈 교장 취임
- 2022년 9월 22일 : 충남 혁신학교 선정
- 2024년 2월 8일 : 제66회 졸업식(41명, 졸업생 누계 6,485명)
- 2024년 3월 4일 : 2024년 입학식(2학급 32명)

## 참고 자료
- 석문중학교 - 한국교육학술정보원 학교알리미